# Radu Ghețea
Radu Grațian Ghețea (n. 7 august 1949, Roman) este un economist român și una din figurile cele mai mediatizate ale sistemului bancar din România.

## Biografie
Radu Grațian Ghețea s-a născut la data de 7 august 1949 în municipiul Roman. A absolvit Facultatea de Matematică din cadrul Universității București (1972) și apoi Facultatea de Științe Economice din cadrul ASE București (1985). 
În perioada 1972-1988, el a urmat mai multe cursuri de perfecționare în informatică și telecomunicații bancare în România, Franța, Austria, Ungaria și Cehoslovacia. În anul 1985, a urmat un curs de comerț exterior. Ulterior, între anii 1990-1993, a urmat stagii de pregătire de scurtă durată desfășurate la bănci din Anglia, Franța, Elveția, Italia, Austria, Ungaria și Belgia.
După absolvirea Facultății de Matematică, Radu Ghețea a lucrat ca analist programator la Centrul de Calcul al Sistemului Bancar (1972-1977). Din anul 1977, este transferat la Banca Română de Comerț Exterior (Bancorex), unde îndeplinește funcțiile de analist programator (1977-1982), șef serviciu Departamentul de Informatică (1982-1987). Din anul 1987, ocupă funcțiile de director și director general, membru în Consiliul de Administrație, ocupându-se de coordonarea directă a următoarelor activități: contabilitate, informatică și telecomunicații, proceduri, raportări.
Devine membru al mai multor organizații profesionale: președinte al Grupului utilizatorilor români de SWIFT (din 1990), membru în Consiliul de Administrație al Băncii Anglo-Române (1991-1994), precum și președinte al Comisiei IT a Asociației Bancherilor din România (din 1991).
În anul 1994, se transferă în cadrul Alpha Bank România (fosta Bancă București), unde va ocupa funcțiile de vicepreședinte al Consiliului de Administrație și membru al Comitetului de Direcție (1994-1996), apoi pe cele de prim-vicepreședinte al Consiliului de Administrație și membru al Comitetului de Direcție, având în coordonare directă departamentele de Trezorerie, Operațiuni, Contabilitate, Informatică și Telecomunicații, Proceduri, Organizare, Personal, Logistică. 
La 1 februarie 2007, Radu Ghețea a preluat funcția de președinte al Consiliului de Administrație al Alpha Bank România. A deținut această funcție timp de trei luni, demisionând după numirea sa ca președinte al CEC. 
La 11 mai 2007, Radu Grațian Ghețea, președintele Alpha Bank România și al Asociației Române a Băncilor, a acceptat să preia funcția de președinte al Casei de Economii și Consemnațiuni (CEC), singura bancă din România rămasă în proprietatea statului. La instalarea sa ca președinte al CEC, ministrul economiei și finanțelor, Varujan Vosganian, a afirmat că "În clipa de față, pentru CEC este nevoie de o sporire a puterii și credem că Radu Ghețea, care este și președinte al Asociației Române a Băncilor, are toată priceperea și este capabil s-o realizeze". 

## Afilieri profesionale
Radu Ghețea devine în mai 2000 președinte al Asociației Române a Băncilor. De asemenea, este ales ca membru în Consiliul de Administrație al Băncii Victoria din Chișinău (din mai 2000), membru în Consiliul de Administrație al Fondului de Garantare a Depozitelor în Sistemul Bancar (din iunie 2000), vicepreședinte al Consiliului de Administrație al Transfond (din iulie 2000), membru al Consiliului Consultativ Economic și Social de pe lângă Administrația Prezidențială (din ianuarie 2002). 
Din anul 1997, predă ca profesor asociat la Institutul Bancar Român. În anul 2001 obține titlul științific de doctor în științe economice, cu teza de doctorat “Metode de analiză economică și financiară în activitatea bancară”. 
Radu Grațian Ghețea este membru de onoare al Institutului Bancar Român, membru de onoare al Asociației Cambiste Internaționale (Forex Club), Cavaler al Ordinului Național pentru Merit al României (decembrie 2000). De asemenea, în anul 2001, revista Bucharest Business Week i-a acordat titlul de "Cel mai admirat om de afaceri din domeniul bancar".
Radu Ghețea este căsătorit și are un copil. Vorbește fluent limbile engleză și franceză.

## Venituri
Radu Ghețea încasează de la banca de stat CEC circa 30 000 euro pe lună, fiind cel mai bine plătit bancher român.

## Avere
Ghețea declară că are în conturi 1.311.485 euro în 2011. Radu Ghețea mai deține, împreună cu soția, patru apartamente în București, o casă în Ilfov și două terenuri intravilan în Prahova și Ilfov. Bancherul și-a mai trecut în declarația de avere pe 2011 și bijuterii de damă în valoare de 27.000 euro, ceasuri în valoare de 20.000 euro, un autoturism Audi A3 și unul Audi Q5, dar și o șalupă de agrement.